# Rudolf II van Bourgondië
Rudolf II van Bourgondië (ca. 890 – 11 juli 937) was koning van Bourgondië.
Rudolf werd in 912 koning van Opper-Bourgondië in opvolging van zijn vader Rudolf I van Bourgondië. Hij probeerde te profiteren van de dood van koning Koenraad I van Duitsland door zijn gebieden in het huidige Zwitserland uit te breiden maar werd in 919 bij Winterthur (stad) verslagen door hertog Burchard II van Zwaben. Hierdoor moest hij de Thurgau en Zürichgau weer opgeven. In 922 sloot Rudolf vrede met Burchard en trouwde met diens dochter Bertha.
In 922 werd Rudolf door de Italiaanse adel gevraagd om koning te worden, ten koste van de oude Berengarius I van Friuli die niet meer in staat was om het land tegen de Hongaren te verdedigen. Rudolf werd in Pavia tot koning gekroond. In 923 versloeg hij Berengarius bij Fiorenzuola d'Arda. Berengarius werd een jaar later gedood door zijn eigen volgelingen, vermoedelijk in opdracht van Rudolf. Al in 926 keerde de Italiaanse adel zich af van Rudolf en vroeg zijn stiefvader Hugo van Arles om koning van Italië te worden. Burchard kwam Rudolf te hulp maar sneuvelde tegen bisschop Lambert van Milaan. Rudolf kon zijn positie niet behouden en keerde terug naar Bourgondië. Hij zocht bescherming bij Hendrik de Vogelaar, erkende hem als zijn koning en gaf hem de relikwie van de heilige lans, die hij uit Italië had meegenomen. Van Hendrik ontving hij de Aargau en de stad Bazel.
In 933 hadden de Italianen ondertussen gemerkt dat ze met Hugo een wrede en boosaardige koning hadden gekregen, en ze vroegen Rudolf om weer koning te worden. Die had echter weinig zin in dit avontuur en begon onderhandelingen met Hugo. Als resultaat van deze onderhandelingen kreeg Rudolf Neder-Bourgondië van Hugo, en in ruil daarvoor zag Rudolf af van de Italiaanse koningstitel. Rudolf verwierf hiermee het gebied tussen de Rhône en de passen van de Alpen, tot aan de Middellandse Zee (koninkrijk Arelat). In de laatste jaren van zijn regering is het hem niet meer gelukt om alle lokale heren te dwingen hem als koning te erkennen. Rudolf is begraven in de abdij van Saint-Maurice (Zwitserland).
Rudolf was een zoon van Rudolf I van Bourgondië en van Willa van Provence. Rudolf was gehuwd met Bertha van Zwaben (907-966), die later zou hertrouwen met Hugo van Arles, en werd de vader van:
- vermoedelijk een dochter Judith die in 929 wordt vermeld
- Koenraad
- Burchard (- 23 juni 957/959), voor 949 gekozen tot aartsbisschop van Lyon
- Adelheid, eerst gehuwd met Lotharius II van Italië en vervolgens met keizer Otto I.
- Rudolf, overleden na 962

## Voorouders
| Voorouders van Rudolf II van Bourgondië | Voorouders van Rudolf II van Bourgondië                              | Voorouders van Rudolf II van Bourgondië                      | Voorouders van Rudolf II van Bourgondië                      | Voorouders van Rudolf II van Bourgondië                      |                                                              |
| --------------------------------------- | -------------------------------------------------------------------- | ------------------------------------------------------------ | ------------------------------------------------------------ | ------------------------------------------------------------ | ------------------------------------------------------------ |
| Overgrootouders                         | Koenraad I van Auxerre (800-863) ∞ 1180 Adelheid van Tours (-na 866) | ? (-) ∞ ? (-)                                                | Bivinus van Metz (810-869) ∞ Richildis van Arles (-)         | ? (-) ∞ ? (-)                                                |                                                              |
| Grootouders                             | Koenraad II van Auxerre (835-876) ∞ Waldrada (-)                     | Koenraad II van Auxerre (835-876) ∞ Waldrada (-)             | Boso (844-887) ∞ ? (-)                                       | Boso (844-887) ∞ ? (-)                                       |                                                              |
| Ouders                                  | Rudolf I van Bourgondië (855-912) ∞ 888 Willa (865-voor 924)         | Rudolf I van Bourgondië (855-912) ∞ 888 Willa (865-voor 924) | Rudolf I van Bourgondië (855-912) ∞ 888 Willa (865-voor 924) | Rudolf I van Bourgondië (855-912) ∞ 888 Willa (865-voor 924) | Rudolf I van Bourgondië (855-912) ∞ 888 Willa (865-voor 924) |